# Teckové

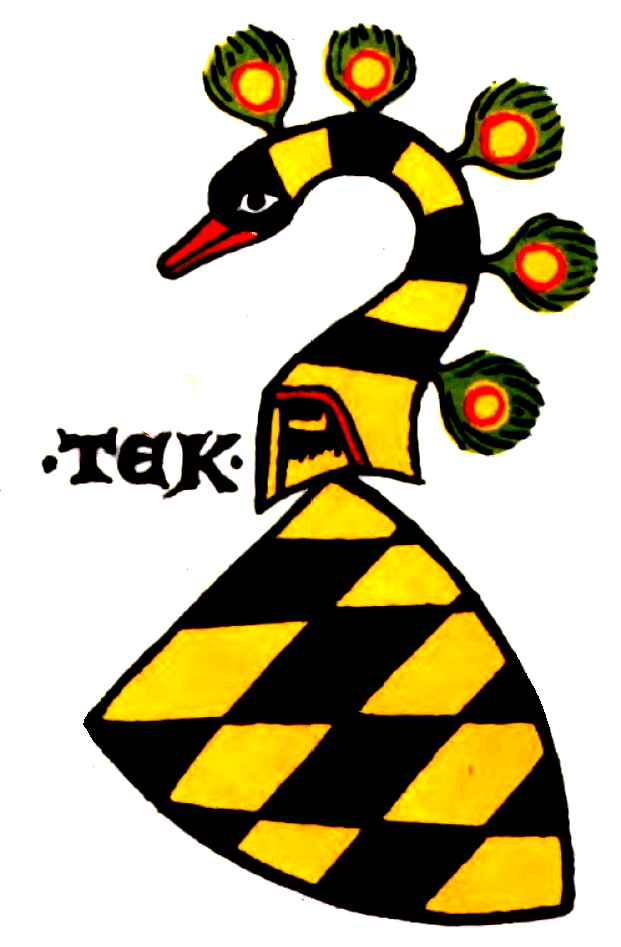
Erb Tecků ze 14. století

Teckové byl německý vévodský rod, vedlejší větev Zähringů, který vznikl kolem roku 1187 a vymřel roku 1439. Titul vévodů z Tecku poté připadl Württemberkům. V 19. století ho převzala vedlejší větev tohoto rodu, přesídlivší do Anglie, která se psala of Teck a od první světové války Cambridge a která se Marií z Tecku přivdala do britské královské rodiny. Rod Cambridgeů vymřel po meči v roce 1981. Jméno rodině dal dodnes existující hrad Teck v Bádensku-Württembersku.